# Niklas Jonsson
Karl Niklas Jonsson, född 31 maj 1969, är en svensk längdskidåkare, bosatt i Piteå, Norrbotten. Hans främsta merit är ett OS-silver på 50 kilometer vid OS i Nagano 1998. Han tävlade för Piteå Elit. Efter avslutad skidkarriär studerade han till ekonom vid Luleå tekniska universitet.

## Olympiska spel
Jonsson deltog i OS vid fyra tillfällen, 1992 i Albertville, 1994 i Lillehammer, 1998 i Nagano och 2002 i Salt Lake City. I OS i Albertville blev han femma på 10 kilometer, sjua på 30 kilometer och 13:e på jaktstarten. I Lillehammer två år senare blev han 30:a på 10 kilometer och 27:a på 50 kilometer. I Nagano blev han silvermedaljör på 50 kilometer, 25:a på 10 kilometer och 10:a på jaktstarten. Han deltog också i stafettlaget som kom på fjärde plats. I Salt Lake City kom han på 37:e plats i 30 kilometer masstart, på 29:e plats i jaktstarten och på 13:e plats med stafettlaget.

## Världsmästerskap
Jonsson deltog i fyra världsmästerskap mellan 1993 och 1999. I VM 1993 deltog han på 30 kilometer, där han kom på 30:e plats, och i stafettlaget som kom sexa. I VM 1995 blev det en 14:e plats på 10 kilometer, en 11:e plats på jaktstarten och en fjärdeplats med stafettlaget. I VM 1997 kom han på 30:e plats på 10 kilometer och blev 23:a på 15 kilometer jaktstart. I VM 1999 blev han fyra på 50 kilometer, 15:e på 30 kilometer, 31:a på 10 kilometer och sexa med stafettlaget.